# Transformation (lingvistik)
Med transformation inom lingvistiken avses omvandling av en syntaktisk konstruktion till en annan. Exempel:
- Transformation av aktiv sats till passiv, till exempel En anställd städade lägenheten - Lägenheten städades av en anställd
- Transformation av påstående till fråga, till exempel Hon kommer - Kommer hon?
- Transformation av jakande sats till nekande, till exempel Han kommer - Han kommer inte
- Transformation av substantiv till pronomen, s.k. pronominalisering, till exempel Anna litar på Anna - Anna litar på sig själv.
- Transformation av sats till fras, s.k. nominalisering[förtydliga], till exempel De städade lägenheten - deras städning av lägenheten

Av särskilt intresse har varit transformationer, där betydelsen bibehålles. Så är fallet med passivtransformation, pronominalisering och - om man bortser från ändrad syntaktisk status - nominalisering (se exempel ovan). I ett tidigt skede av den generativa grammatikens utveckling benämndes denna transformationsgrammatik. Man menade att vissa konstruktioner var primära (kernel sentences), andra deriverade. Syntaktiska strukturer genererades med hjälp av två typer av regler: frasstrukturregler och transformationsregler.